# Осман Кавала
Осман Кавала (тур. Osman Kavala нар. 2 жовтня 1957, Париж) — турецький громадський діяч, правозахисник, бізнесмен і філантроп, який фінансував ряд правозахисних проектів в Туреччині, а також брав у них активну участь.
Осман Кавала зробив великий внесок у розвиток роботи правозахисних організацій в Туреччині. Свою активну діяльність на цих теренах він почав в 1990-і роки.
У 2002 році Кавала заснував проект Anadolu Kültür, присвячений сучасній культурі і мистецтву Туреччини. Метою цього проекту стала популяризація турецького мистецтва за межами країни, а також підтримка турецьких діячів мистецтва і культури.

## Біографія
Осман Кавала родом з сім'ї торговців тютюном. Його сім'я переїхала з Північної Греції в Туреччину в ході греко-турецького обміну населенням в 1923 році .
О. Кавала навчався в коледжі Роберта в Стамбулі. Він вивчав менеджмент в Близькосхідному технічному університеті в Анкарі та економіку в Манчестерському університеті у Великій Британії. Крім цього, він почав навчання в докторантурі в Новій школі соціальних досліджень у Нью-Йорку, але повернувся в Стамбул, коли його батько помер в 1982 році.
Після смерті батька він очолив сімейне підприємство Kavala Companies.
У 1984 році він став одним із засновників організації BILSAK (Science Art Culture Services Society), яка сприяла проведенню дискусій з питань гендеру та екології. Він брав участь у створенні кількох НУО, які почали свою діяльність в 1990-х роках. Серед них — TEMA (Турецький фонд по боротьбі з ерозією грунту для відновлення лісів і захисту природного середовища існування), Гельсінська громадянська асамблея і Центр демократії і примирення в Південно-Східній Європі. Він входив до ради директорів Турецького фонду кіно і аудіовізуальної культури (TÜRSAK), Турецького фонду економічних і соціальних досліджень (TESEV), Асоціації із захисту культурної спадщини (KMKD), Центру пам'яті Правди і Справедливості і Фонду історії Туреччини.
Осман Кавала також відомий як спонсор Amnesty International. Він брав активну участь в розробці проекту «Простори культури», спрямованого на просування і підтримку культурної діяльності в ізмірі, Діярбакирі і Газіантепе. Проєкт було розпочато інститутом імені Гете, Генеральним консульством Швеції в Стамбулі, посольством Нідерландів і Французьким інститутом Туреччини у співпраці з Anadolu Kültür і Стамбульським фондом культури і мистецтва (IKSV).
З 2002 року Осман Кавала багато часу приділяє роботі в благодійному фонді Anadolu Kültür, засновником і нинішнім головою якого він є. Anadolu Kültür управляє культурними центрами в слаборозвинених регіонах Туреччини і сприяє культурному співробітництву з країнами Кавказького і Балканського регіонів, а також країнами Європейського Союзу . Організація підтримує місцеве, регіональне і міжнародне співробітництво в галузі мистецтва і культури, а також сприяє захисту і збереженню культурної спадщини. Її бачення полягає у сприянні плюралістичному та демократичному суспільству. У число її ініціатив входять Центр мистецтв Діярбакира (з 2002 року по теперішній час), Центр мистецтв Карса (2005—2009) і Депо в Стамбулі, де проводяться виставки, бесіди, покази і семінари.
О. Кавала була одним із засновників фонду «Відкрите суспільство» в Туреччині, міжнародної грантової мережі, створеної американо-угорським мільярдером Джорджем Соросом. У 2018 році цей фонд припинив свою діяльність в Туреччині.

## Переслідування
Осман Кавала неодноразово затримувався силовими органами Туреччини та залучався до суду.
У 2013 році Осман Кавала розпочав активну протестну діяльність проти забудови на території парку Гезі, що знаходиться поряд з площею Таксим. Протести, що почалися як екологічна акція, перейшли у політичний протест та заворушення. В результаті протестів турецька влада відмовилася від забудови парку. Ердоган, який на той момент був прем'єр-міністром Туреччини, заявив про зв'язок організаторів цих протестів з терористичними організаціями, але затримань на той момент проведено не було .
У 2016 році в Туреччині відбулася низка антиурядових протестів, в організації яких звинуватили, зокрема, Кавалу. У 2017 році Кавала був затриманий за звинуваченням у цьому.
Пізніше Кавалі також висунули звинувачення за організацію протестів на площі Таксим. За цим звинуваченням у лютому 2020 року він був виправданий, проте його тут же звинуватили в причетності до організації путчу влітку 2016 року, внаслідок чого Кавала залишився в ув'язненні.
У жовтні 2021 року президент Туреччини Реджеп Ердоган заявив про оголошення персонами нон грата послів десяти країн після того, як вони звернулися до турецького уряду з вимогою звільнити Кавалу.

## Премії та нагороди
У 2019 році Кавала отримав 21-у Європейську премію археологічної спадщини від Європейської асоціації археологів ''За зусилля щодо захисту та збереження значущих зразків культурної спадщини, що знаходяться під загрозою в Туреччині''.
У 2019 він також отримав ''17-у премію за свободу думки і вираження Ayşenur Zarakolu'' від стамбульського відділення Асоціації з прав людини.
У 2020 році Кавала отримав 12-у Міжнародну премію Гранта Дінка, яка вручається за внесок у роботу із захисту прав людини.
У 2023 став лауреатом премії Вацлава Гавела з прав людини.